# Bentley Flying Spur
Bentley Flying Spur – samochód osobowy klasy aut luksusowych produkowany pod brytyjską marką Bentley  od 2005 roku. Od 2019 roku produkowana jest trzecia generacja modelu.

## Pierwsza generacja

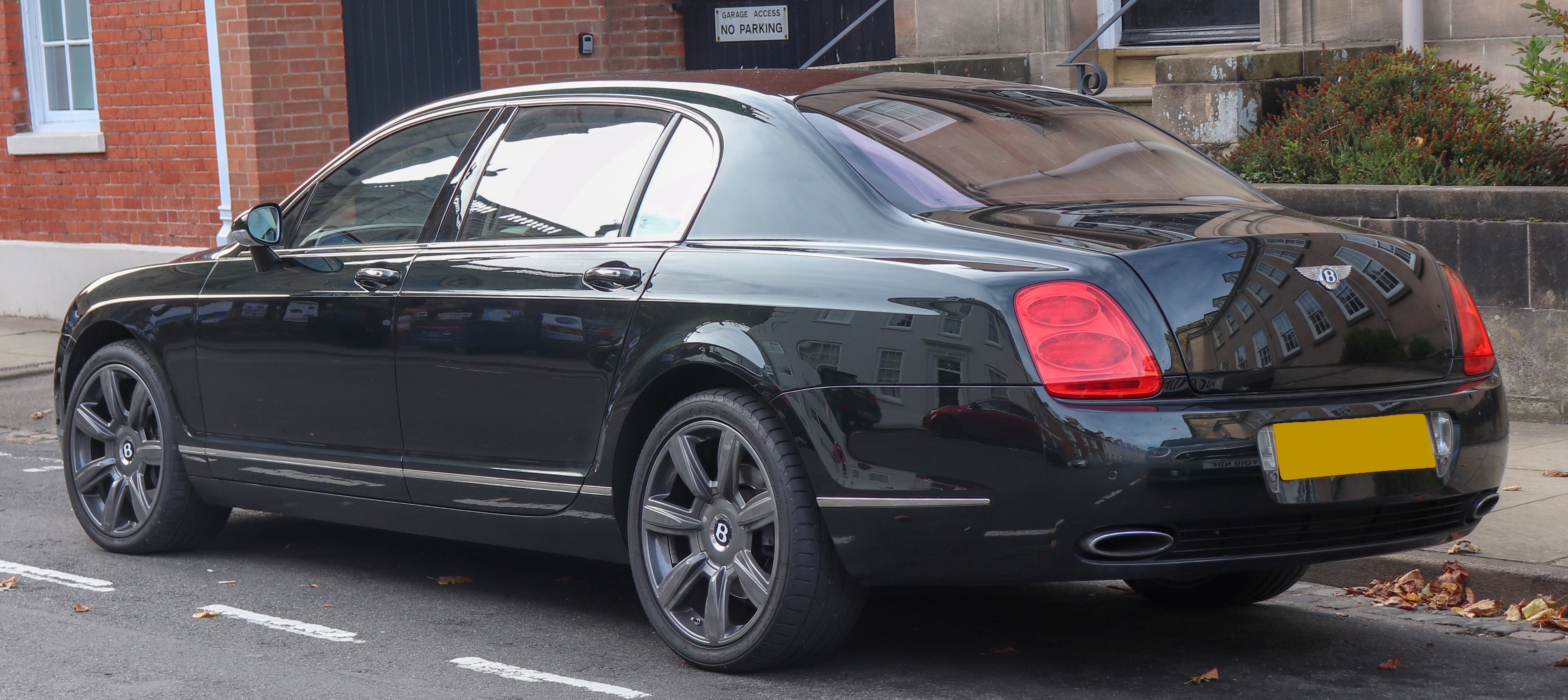
Bentley Continental Flying Spur I – tył

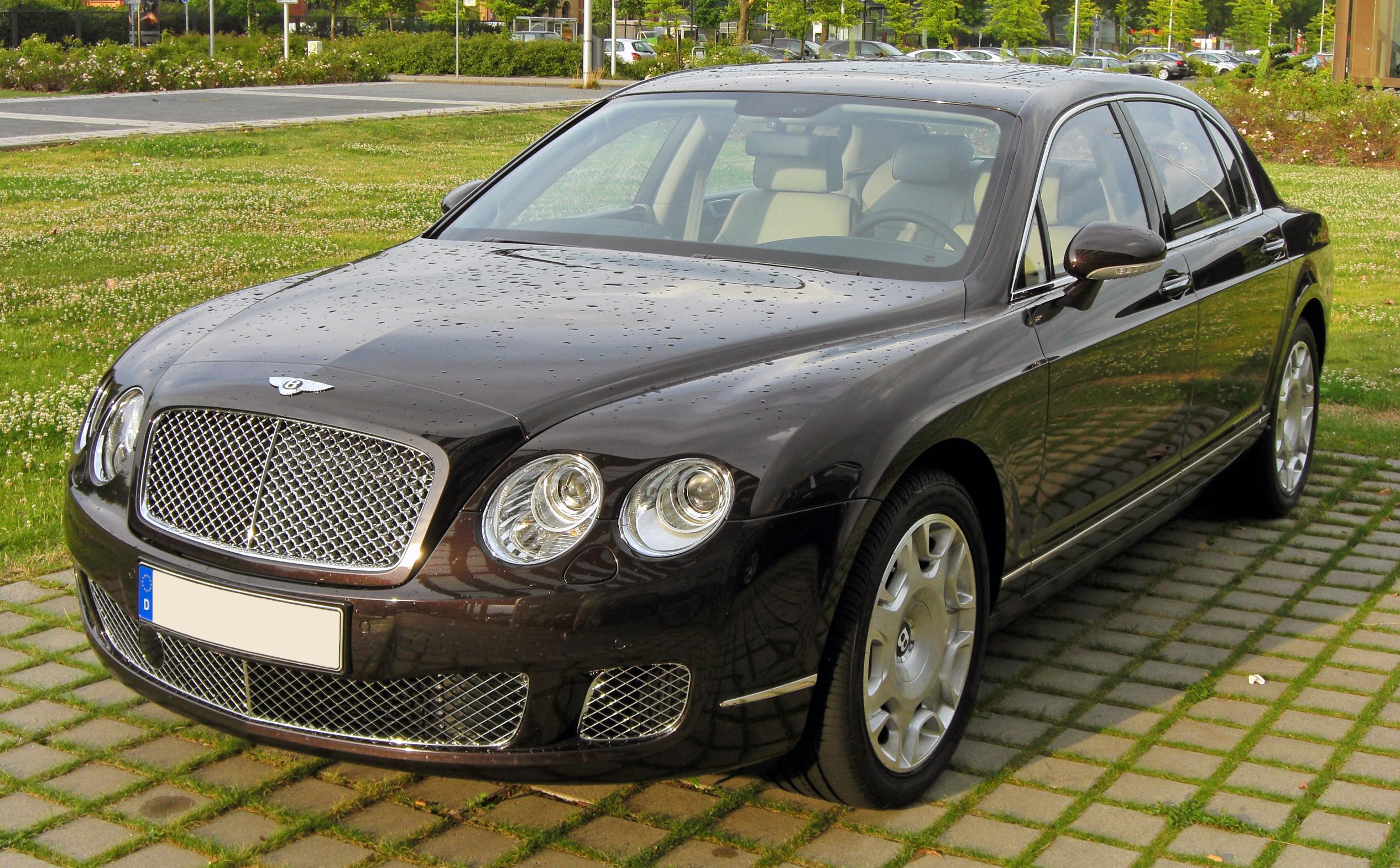
Bentley Continental Flying Spur I po liftingu

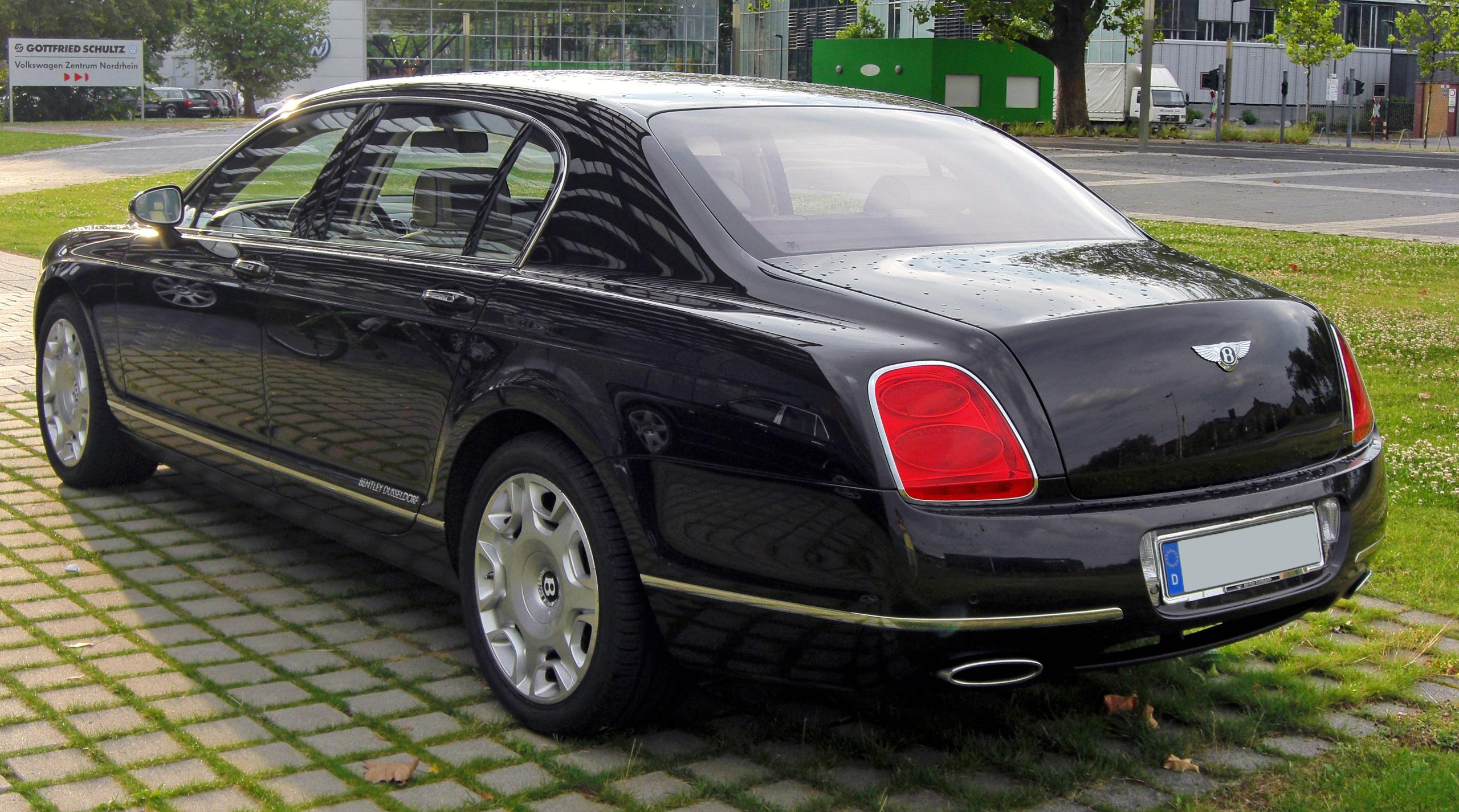
Bentley Continental Flying Spur I – tył po liftingu

Bentley Continental Flying Spur I został zaprezentowany po raz pierwszy w 2005 roku.
W styczniu 2005 roku Bentley zdecydował się poszerzyć swoją ofertę o mniejszą od produkowanego wówczas Arnage, limuzynę segmentu F konkurującą z podobnymi modelami BMW czy Mercedesa. Na bazie sportowego Continentala GT, zbudowano 4-drzwiową limuzynę z dodatkowym członem Flying Spur. Odróżniała się ona dłuższym nadwoziem, wyżej poprowadzoną linią dachu i bardziej luksusowym charakterm.
Pojazd jest wyposażony w sześciolitrową, podwójnie doładowaną jednostkę w układzie W12 zaczerpniętą z koncernu Volkswagen AG z modelu Phaeton. W standardzie auto dostępne jest z napędem na cztery koła. Auto projektowali Ci sami projektanci, którzy zajmowali się projektem Continentala GT. W 2009 roku auto przeszło nieznaczny lifting. W tym samym roku do produkcji wprowadzono odmianę Flying Spur Speed z mocniejszym 610 KM silnikiem z Continentala GT Speed, który rozpędza pojazd do 320 km/h.
W maju 2008 roku przedstawiono wersję po gruntownej modernizacji. W jej ramach zmieniono wygląd zderzaków i przyozdobiono samochód większą ilością chromowanych elementów oraz ozdobników. Chromowane odwódki pojawiły się też w tylnych lampach.

## Druga generacja

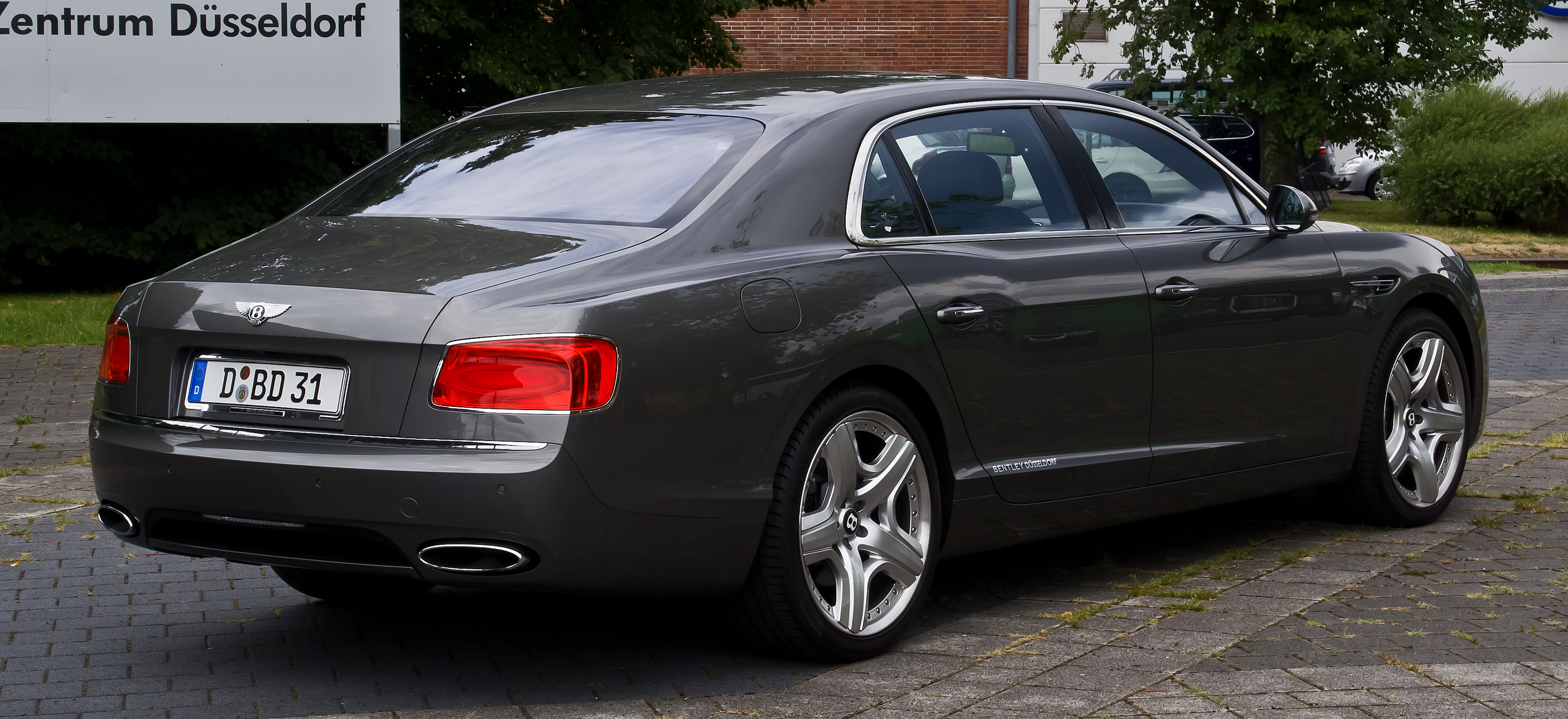
Bentley Flying Spur II – tył

Bentley Flying Spur II został zaprezentowany po raz pierwszy w 2013 roku.
W 2013 roku podczas Międzynarodowych Targów Samochodowych w Genewie zaprezentowano drugą generację modelu, w ramach której pojazd przeszedł gruntowne zmiany. Zmieniła się nazwa, z którj usunięto człon Continental, która miała podkreślić zmianę charakteru pojazdu na bardziej indywidualny i niezależny względem innych modeli w gamie. Pojawił się masywniejszy zderzak, duży grill, zamontowano nowe reflektory typu LED. Inaczej poprowadzono linię dachu, która jest niżej i pod innym kątem opada na klapę bagażnika. Z tyłu pojazdu zamontowano nowe lampy.
Pojazd produkowano w wersji z sześciolitrowym silnikiem W12 o mocy 625 KM i maksymalnym momencie obrotowym 800 Nm. W 2014 roku do gamy silników dołączyła również czterolitrowa jednostka w układzie V8 i mocy 500 KM oraz odświeżony Flying Spur Speed.

## Trzecia generacja

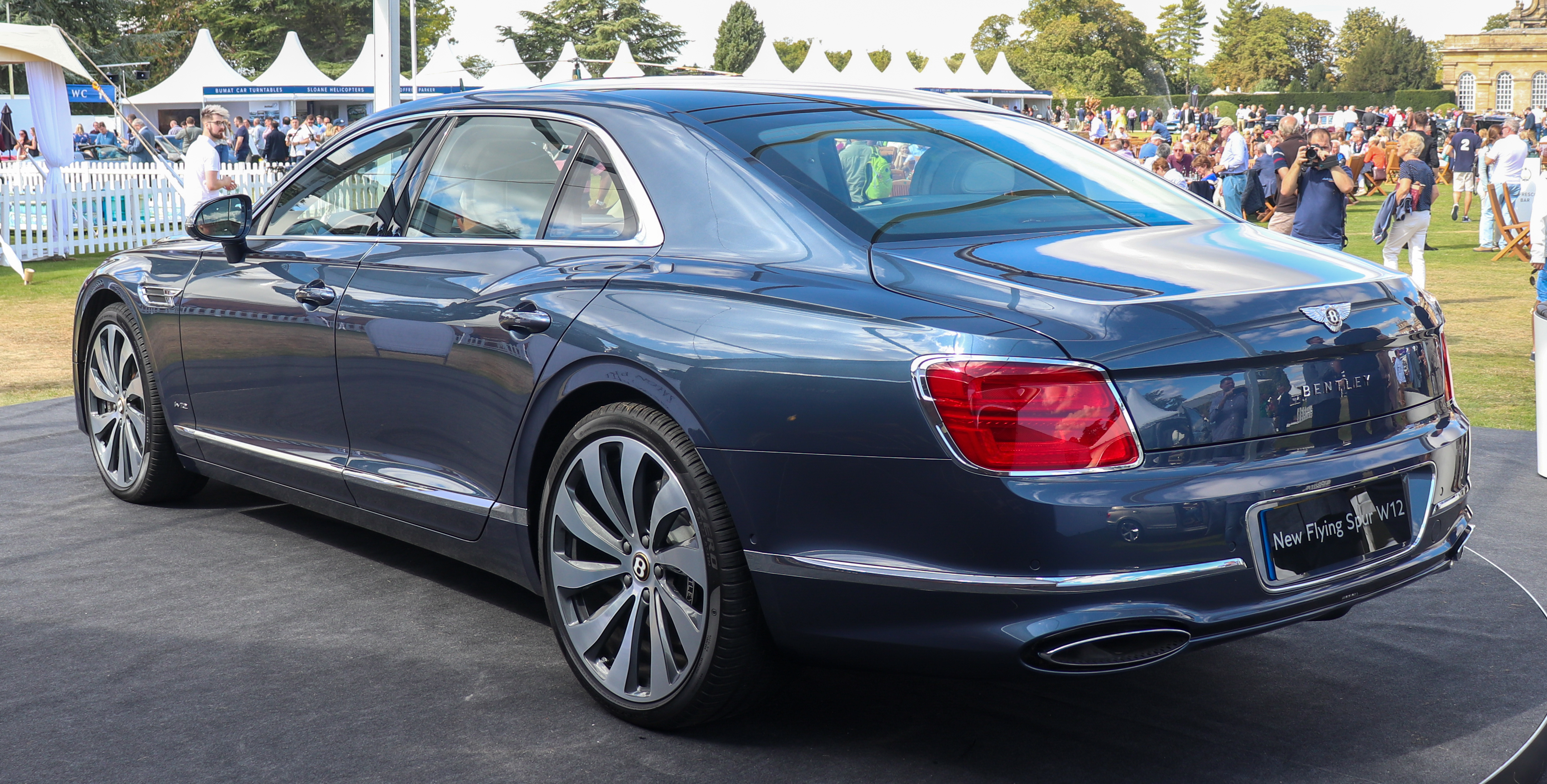
Bentley Flying Spur III - tył

Bentley Flying Spur III został zparezentowany po raz pierwszy w 2019 roku.
W czerwcu 2019 roku Bentley przedstawił zupełnie nową, trzecią generację modelu Flying Spur. W porównaniu do poprzednika, stała się ona wyraźnie szersza, dłuższa i wyższa, a za pomocą większego rozstawu osi – ma oferować więcej miejsca dla pasażerów tylnej kanapy. Jednocześnie, udało się zredukować masę całkowitą i samochód jest teraz wyraźnie lżejszy.
Pod kątem stylistycznym, Flying Spur zyskał masywniejsze proporcje. Przód wyróżnia się dalej podwójnymi reflektorami, ale środkowe z nich są teraz wyraźnie większe i dominujące. Pojawił się też większy, chromowany grill oraz wyraźniejsze przetłoczenia na nadwoziu. Tablica rejestracyjna z tyłu ponownie zamiast na klapie bagażnika, znalazła się na zderzaku.
Pod maską Flying Spura III ponownie znalazł się silnik W12 konstrukcji Volkswagena, który rozwija 626 KM mocy i 900 Nm maksymalnego momentu obrotowego. Jednostka ta pozwoli rozpędzić 2,5 tonowe auto do 100 km/h w 3,8 sekundy i maksymalnie pojedzie 333 km/h. Sprzedaż Bentleya Flying Spur III ruszyła w drugiej połowie 2019 roku.

### Wersje silnikowe
|         | Pojemność | Moc   | Moment obr. | Prędkość maks. | Przyspieszenie 0-100km/h |
| ------- | --------- | ----- | ----------- | -------------- | ------------------------ |
| 4.0 V8  | 3996 cm3  | 550KM | 770Nm       | 318km/h        | 4.1s                     |
| 6.0 W12 | 5950 cm3  | 635KM | 900Nm       | 333km/h        | 3.8s                     |

|              | Pojemność silnika spalinowego | Pojemność akumulatora | Moc (silnik spalinowy) | Moc (silnik elektryczny) | Moment obr. (silnik spalinowy) | Moment obr. (silnik elektryczny) | Prędkość maks. | Zasięg na energii elektr. | Przyspieszenie 0-100km/h |
| ------------ | ----------------------------- | --------------------- | ---------------------- | ------------------------ | ------------------------------ | -------------------------------- | -------------- | ------------------------- | ------------------------ |
| 2.9 V6 544KM | 2894 cm3                      | 18kWh                 | 416KM                  | 136KM                    | 400Nm                          | 550Nm                            | 285km/h        | 40km                      | 4.3s                     |